# 于賡哲
于 賡哲（う こうてつ、1971年6月 - ）は、中華人民共和国の歴史学者、教授。陝西省咸陽市出身。現職は陝西師範大学歴史文化学院教授、博士課程の指導者。専攻は隋史、唐史。

## 経歴
1971年6月、陝西省咸陽市で生まれる。1989年に高級中学を卒業した後、于賡哲は陝西師範大学に入学しました。大学卒業後、母校である陝西師範大学に採用され、歴史文化学院にて講師に就任した。2011年、中国中央電視台の番組「百家講壇」で『狄仁傑真相』というシリーズレクチャーを行った。

## 著作
- (中国語) 『新民説 唐開国』. 南寧市: 広西師範大学出版社. (2018). ISBN 9787559810731

- (中国語) 『她世紀：隋唐的那些女性』. 西安市: 陝西師範大学出版社. (2015). ISBN 9787561380826

- (中国語) 『巾幗宰相上官婉児』. 西安市: 陝西師範大学出版社. (2014). ISBN 9787561377031

- (中国語) 『唐代疾病医療史初探』. 北京市: 中国社会科学出版社. (2011). ISBN 9787516101742

- (中国語) 『隋唐人的日常生活』. 西安市: 陝西人民教育出版社店. (2019). ISBN 9787545039467

- (中国語) 『大唐英雄伝』. 北京市: 清華大学出版社. (2014). ISBN 9787302357056

- (中国語) 『平衡的失敗：唐玄宗的得与失（上）』. 西安市: 陝西師範大学出版社. (2016). ISBN 9787561383339

- (中国語) 『平衡的失敗：唐玄宗的得与失（下）』. 西安市: 陝西師範大学出版社. (2017). ISBN 9787561388136

- (中国語) 『狄仁傑真相』. 西安市: 陝西師範大学出版社. (2013). ISBN 9787561366448